# 白地黴
白地黴（學名：Geotrichum candidum），是一種真菌，屬於人體微生物的一種，在人體的皮膚、痰和粪便有25-30％的樣本發生率。它是常见的土壤真菌，在世界各地的土壤中均可分離到此菌。
白地黴是人體疾病地黴病（geotrichosis）的病原菌，也會造成植物儲藏性病害，植物寄主包含柑橘、番茄、胡萝卜和其他蔬菜。
白地黴是生產卡芒貝爾乾酪、聖內克泰爾乳酪、瑞布羅申起司等環狀乳酪時使用的菌種之一。此外，白地黴也是viili（一種北歐酸奶產品）所使用的菌種。藉由添加白地黴進行發酵，viili具有天鵝絨般的綿密質地，聞名世界。

## 歷史

### 分類
白地黴屬由约翰·海因里希·弗里德里希·林克在1809年首次提出，用以描述森林中腐爛樹葉上的真菌白地黴。後人依據此分類，在地霉屬中加入了130多个物種；然而，在漫長的分類過程中，有許多種是被歸類錯誤的。例如，白地黴在早期文獻中被錯誤歸類為乳念珠菌。 

### 親緣關係
Galactomyces candidus是G. candidum的有性態，但他在早期被認為是另一個完全不同的物種，直到研究人員以基因序列確認兩者為相同物種。 G. candidum 在广义上包括3個 演化支，分別為 G.candidum, G.clavatum 和 G.fici，且這三者均被認為具有致病性。 目前研究人員可利用18S rRNA(18核糖体RNA)或ITS(内部轉錄隔離區)的基因序列分類地霉屬的不同種。

## 形態

### 無性態
白地黴的菌落在無性態時是薄、擴散、柔軟且白色的狀態， 而菌絲顏色則是無色或者淺色。 

### 有性態
白地黴被認為具有營養體親和的特徵，但大多數生理小種為自體受精。 G. candidum的有性態首度發現於波多黎各的土壤樣本中。

## 生長
白地黴的生長速度相當快，只需要5天即可在Sabouraud-glucose洋菜膠培養基上形成一個直徑5-6 厘米的菌落。此真菌能生長在各種的柑橘類水果，導致水果酸敗腐爛。 

## 地理分布
白地黴是常見的土壤真菌，在加拿大、美國、英國、德國、 奥地利、印度、南非、日本、巴西和秘鲁的土壤中均可分離此菌。 

## 商業價值
白地黴可以被用來製作奶酪（wash-rinds與bloomy rind）。將菌種添加到牛奶，食鹽水或噴灑於奶酪表面，並將pH值調整為適合增長的範圍（4.4-6.7）。 

## 外部連結
- Mycology Online, University of Adelaide, South Australia

## 更多資訊
- Domsch, K.H., W. Gams, and T.H. Anderson (1980) Compendium of Soil Fungi Volume 1, Academic Press, London, UK